# Torneo de Promoción y Reservas 2016-17 (Bolivia)

## Torneo de Promoción y Reservas de Bolivia 2016-17
El torneo de Promoción y Reserva del fútbol de Bolivia es la primera edición de este torneo avalada por la Liga del Fútbol Profesional Boliviano y el consenso de los 12 clubes ligueros. El campeonato inició el 28 de agosto y finalizará el 22 de diciembre paralelamente al Campeonato de Primera División 2016-17.

## Equipos
El número de equipos para la temporada 2016/17 sigue siendo el mismo que en el Campeonato de Primera División 2016-17.
|  | Club                                              | Ciudad                  | Estadio                                             | Capacidad           |
|  | ------------------------------------------------- | ----------------------- | --------------------------------------------------- | ------------------- |
|  | Club Bolívar                                      | La Paz                  | Hernando Siles Simón Bolívar                        | 42 000 7 500        |
|  | Club Atlético Nacional Potosí                     | Potosí                  | Víctor Agustín Ugarte                               | 30 000              |
|  | Club Deportivo Guabirá                            | Montero                 | Gilberto Parada                                     | 18 000              |
|  | Club Deportivo Jorge Wilstermann                  | Cochabamba              | Félix Capriles Mpal. de Sacaba Mpal. de Quillacollo | 32 000 12 000 6 000 |
|  | Club Deportivo Oriente Petrolero                  | Santa Cruz de la Sierra | Ramón Tahuichi Aguilera                             | 28 000              |
|  | Club Deportivo Petrolero                          | Yacuiba                 | Federico Ibarra                                     | 7 000               |
|  | Club Deportivo San José                           | Oruro                   | Jesús Bermúdez Manuel Flores                        | 30 000 8 000        |
|  | Club Deportivo Universitario San Francisco Xavier | Sucre                   | Olímpico Patria                                     | 30 000              |
|  | Club Deportivo y Cultural Sport Boys              | Warnes                  | Samuel Vaca Edgar Peña                              | 10 000 20 000       |
|  | Club Real Potosí                                  | Potosí                  | Víctor Agustín Ugarte                               | 30 000              |
|  | Club Social, Cultural y Deportivo Blooming        | Santa Cruz de la Sierra | Ramón Tahuichi Aguilera                             | 28 000              |
|  | Club The Strongest                                | La Paz                  | Hernando Siles Rafael Mendoza                       | 42 000 10 000       |

## Sistema de competición.
El Torneo de Promoción y Reservas de Bolivia 2016 se jugará con los 12 clubes de la liga divididos en 2 grupos entre los clubes del Oriente y el Occidente. 
La primera fase se desarrollará bajo un sistema de todos contra todos, con partidos de ida y vuelta. Los primeros 4 equipos de ambas zonas avanzarán a octogonal que también será un todos contra todos igualmente con partidos de ida y vuelta para definir al campeón en diciembre.
La Liga se encargará del transporte, alojamiento y alimentación de los clubes, para esto el ente máximo del fútbol liguero hizo una alianza con SportsTV Right, empresa encargada de la transmisión de los partidos.
Este torneo sirve más que nada para dar más rodaje de fútbol a aquellos futbolistas que no tienen continuidad en los partidos oficiales. Este torneo no tiene un límite de edad pero sí la obligación de incluir a cinco sub-19 en cada partido.

## Torneo Apertura

### Grupo A
| Equipo | Equipo            | Pts | PJ | G | E | P | GF | GC | DIF |
| ------ | ----------------- | --- | -- | - | - | - | -- | -- | --- |
| 1      | Guabirá           | 20  | 10 | 6 | 2 | 2 | 25 | 9  | 16  |
| 2      | Oriente Petrolero | 17  | 10 | 4 | 5 | 1 | 14 | 12 | 1   |
| 3      | Blooming          | 16  | 10 | 4 | 4 | 2 | 24 | 17 | 7   |
| 4      | Sport Boys        | 13  | 10 | 3 | 4 | 3 | 18 | 17 | 1   |
| 5      | Petrolero         | 8   | 10 | 2 | 2 | 6 | 7  | 16 | -9  |
| 6      | Wilstermann       | 7   | 10 | 2 | 1 | 7 | 11 | 28 | -17 |

|  |                                  |
|  | Clasificados al octogonal final. |
|  | Eliminados.                      |

Pts=Puntos; PJ=Partidos jugados; G=Partidos ganados; E=Partidos empatados; P=Partidos perdidos; GF=Goles a favor; GC=Goles en contra

#### Resultados
| Wilstermann | 2 - 3 | Petrolero         | Félix Capriles | Sin referencia |
| Sport Boys  | 2 - 2 | Oriente Petrolero | Sin referencia | Sin referencia |
| Blooming    | 2 - 1 | Guabirá           | Sin referencia | Sin referencia |

| Oriente Petrolero | 1 - 0 | Wilstermann | Sin referencia | Sin referencia |
| Petrolero         | 0 - 0 | Guabirá     | Sin referencia | Sin referencia |
| Blooming          | 3 - 1 | Sport Boys  | Sin referencia | Sin referencia |

| Guabirá    | 4 - 1 | Wilstermann       | Sin referencia | sin referencia |
| Blooming   | 3 - 3 | Oriente Petrolero | Sin referencia | sin referencia |
| Sport Boys | 3 - 0 | Petrolero         | Sin referencia | sin referencia |

| Wilstermann | 1 - 1 | Sport Boys        | Sin referencia | sin referencia |
| Petrolero   | 1 - 1 | Blooming          | Sin referencia | sin referencia |
| Guabirá     | 1 - 1 | Oriente Petrolero | Sin referencia | sin referencia |

| Blooming   | 7 - 0 | Wilstermann       | Complejo de Blooming | sin referencia |
| Sport Boys | 2 - 1 | Guabirá           | Sin referencia       | sin referencia |
| Petrolero  | 0 - 1 | Oriente Petrolero | Sin referencia       | sin referencia |

| Petrolero         | 1 - 2 | Wilstermann | Sin referencia  | sin referencia |
| Oriente Petrolero | 1 - 1 | Sport Boys  | sin referencia  | sin referencia |
| Guabirá           | 4 - 0 | Blooming    | Gilberto Parada | sin referencia |

| Wilstermann | 1 - 2 | Oriente Petrolero | Sin referencia | sin referencia |
| Guabirá     | 2 - 0 | Petrolero         | sin referencia | sin referencia |
| Sport Boys  | 3 - 3 | Blooming          | sin referencia | sin referencia |

| Wilstermann | 2 - 4 | Real Potosí       | sin referencia | sin referencia |
| Blooming    | 1 - 1 | Oriente Petrolero | sin referencia | sin referencia |
| Petrolero   | 1 - 0 | Sport Boys        | sin referencia | sin referencia |

| Sport Boys        | 4 - 0 | Wilstermann | sin referencia      | sin referencia |
| Blooming          | 3 - 1 | Petrolero   | sin referencia      | sin referencia |
| Oriente Petrolero | 0 - 3 | Guabirá     | Complejo de Oriente | sin referencia |

| Wilstermann       | 2 - 1 | Blooming   | sin referencia | sin referencia |
| Guabirá           | 5 - 1 | Sport Boys | sin referencia | sin referencia |
| Oriente Petrolero | 2 - 0 | Petrolero  | sin referencia | sin referencia |

### Grupo B
| Equipo | Equipo          | Pts | PJ | G | E | P | GF | GC | DIF |
| ------ | --------------- | --- | -- | - | - | - | -- | -- | --- |
| 1      | Bolívar         | 22  | 10 | 6 | 4 | 0 | 32 | 14 | 18  |
| 2      | The Strongest   | 21  | 10 | 6 | 3 | 1 | 26 | 9  | 17  |
| 3      | Universitario   | 13  | 10 | 4 | 1 | 5 | 19 | 23 | -4  |
| 4      | Real Potosí     | 11  | 10 | 2 | 5 | 3 | 13 | 18 | -5  |
| 5      | San José        | 10  | 10 | 2 | 4 | 4 | 9  | 18 | -9  |
| 6      | Nacional Potosí | 3   | 10 | 0 | 3 | 7 | 11 | 25 | -14 |

|  |                                            |
|  | Clasificados a cuartos al octogonal final. |
|  | Eliminados.                                |

Pts=Puntos; PJ=Partidos jugados; G=Partidos ganados; E=Partidos empatados; P=Partidos perdidos; GF=Goles a favor; GC=Goles en contra

#### Resultados
| Nacional Potosí | 1 - 4 | Universitario | Víctor Agustín Ugarte | Sin referencia |
| Real Potosí     | 1 - 1 | San José      | Víctor Agustín Ugarte | Sin referencia |
| Bolívar         | 2 - 2 | The Strongest | Simón Bolívar         | Sin referencia |

| Bolívar       | 4 - 1 | Nacional Potosí | Sin referencia | Sin referencia |
| The Strongest | 1 - 1 | Real Potosí     | Rafael Mendoza | Sin referencia |
| San José      | 2 - 1 | Universitario   | Jesús Bermúdez | Sin referencia |

| Nacional Potosí | 1 - 2 | San José      | Víctor Agustín Ugarte | sin referencia |
| Universitario   | 1 - 3 | The Strongest | Olímpico Patria       | sin referencia |
| Real Potosí     | 1 - 1 | Bolívar       | Víctor Agustín Ugarte | sin referencia |

| Real Potosí   | 3 - 0 | Nacional Potosí | Víctor Agustín Ugarte | sin referencia |
| Bolívar       | 6 - 0 | Universitario   | Simón Bolívar         | sin referencia |
| The Strongest | 4 - 0 | San José        | Rafael Mendoza        | sin referencia |

| Nacional Potosí | 0 - 3 | The Strongest | Víctor Agustín Ugarte | sin refeerncia |
| San José        | 1 - 1 | Bolívar       | Jesús Bermúdez        | sin refeerncia |
| Universitario   | 1 - 1 | Real Potosí   | Olímpico Patria       | sin refeerncia |

| Universitario | 2 - 1 | Nacional Potosí | Olímpico Patria | sin referencia |
| San José      | 0 - 2 | Real Potosí     | Jesús Bermúdez  | sin referencia |
| The Strongest | 1 - 2 | Bolívar         | Hernando Siles  | sin referencia |

| Nacional Potosí | 4 - 4 | Bolívar       | Víctor Agustín Ugarte | sin referencia |
| Real Potosí     | 1 - 4 | The Strongest | Víctor Agustín Ugarte | sin referencia |
| Universitario   | 5 - 1 | San José      | Olímpico Patria       | sin referencia |

| San José      | 1 - 1 | Nacional Potosí | Jesús Bermúdez | sin referencia |
| The Strongest | 3 - 0 | Universitario   | sin referencia | sin referencia |
| Bolívar       | 7 - 1 | Real Potosí     | sin referencia | sin referencia |

| Nacional Potosí | 1 - 1 | Real Potosí   | Víctor Agustín Ugarte | sin referencia |
| Universitario   | 3 - 4 | Bolívar       | Olímpico Patria       | sin referencia |
| San José        | 1 - 1 | The Strongest | Jesús Bermúdez        | sin referencia |

| The Strongest | 4 - 1 | Nacional Potosí | sin referencia | sin referencia |
| Bolívar       | 1 - 0 | San José        | sin referencia | sin referencia |
| Real Potosí   | 1 - 2 | Universitario   | sin referencia | sin referencia |

### Fase Final
|  | Cuartos de final      | Cuartos de final    | Cuartos de final    |   |                   | Semifinales          | Semifinales          | Semifinales          |  |  | Final                | Final                | Final                |
|  | Del 29-oct al 6-nov   | Del 29-oct al 6-nov | Del 29-oct al 6-nov |   |                   | Del 11-dic al 14-dic | Del 11-dic al 14-dic | Del 11-dic al 14-dic |  |  | Del 18-dic al 22-dic | Del 18-dic al 22-dic | Del 18-dic al 22-dic |
|  |                       |                     |                     |   |                   |                      |                      |                      |  |  |                      |                      |                      |
|  | Blooming (p)          | 3                   | 0                   |   |                   |                      |                      |                      |  |  |                      |                      |                      |
|  | The Strongest         | 0                   | 6                   |   |                   |                      |                      |                      |  |  |                      |                      |                      |
|  | The Strongest         | 0                   | 6                   |   | Blooming          | 1                    | 3                    |                      |  |  |                      |                      |                      |
|  |                       |                     |                     |   | Blooming          | 1                    | 3                    |                      |  |  |                      |                      |                      |
|  |                       | Sport Boys          | 1                   | 1 |                   |                      |                      |                      |  |  |                      |                      |                      |
|  | Sport Boys            | Sport Boys          | 1                   | 1 | 2                 | 2                    |                      |                      |  |  |                      |                      |                      |
|  | Sport Boys            |                     |                     |   | 2                 | 2                    |                      |                      |  |  |                      |                      |                      |
|  | Bolívar               | 1                   | 2                   |   |                   |                      |                      |                      |  |  |                      |                      |                      |
|  |                       |                     |                     |   |                   |                      |                      |                      |  |  | Blooming             | 1                    | 0                    |
|  |                       |                     | Oriente Petrolero   | 3 | 3                 |                      |                      |                      |  |  |                      |                      |                      |
|  | Universitario         | 4                   | 0                   |   |                   |                      |                      |                      |  |  |                      |                      |                      |
|  | Oriente Petrolero (p) | 0                   | 4                   |   |                   |                      |                      |                      |  |  |                      |                      |                      |
|  | Oriente Petrolero (p) | 0                   | 4                   |   | Oriente Petrolero | 2                    | 1                    |                      |  |  |                      |                      |                      |
|  |                       |                     |                     |   | Oriente Petrolero | 2                    | 1                    |                      |  |  |                      |                      |                      |
|  |                       | Real Potosí         | 0                   | 1 |                   |                      |                      |                      |  |  |                      |                      |                      |
|  | Real Potosí           | Real Potosí         | 0                   | 1 | 2                 | 0                    |                      |                      |  |  |                      |                      |                      |
|  | Real Potosí           |                     |                     |   | 2                 | 0                    |                      |                      |  |  |                      |                      |                      |
|  | Guabirá               | 1                   | 0                   |   |                   |                      |                      |                      |  |  |                      |                      |                      |

- Nota: En cada llave, el equipo ubicado en la primera línea es el que ejerce la localía en el partido de ida.

#### Cuartos de final
Los horarios corresponden a la hora de Bolivia (UTC-4).
En caso de empate de puntos se aplica el siguiente criterio de acuerdo al siguiente orden:
- Penales.

 Sport Boys - Bolívar 
| 29 de noviembre de 2016, 12:00 | Sport Boys                               | 2:1 (0:0) | Bolívar            | Samuel Vaca, Warnes |  |
|                                | Delfín Manrique 53' · Stalin Taborga 83' |           | Beigmar García 90' |                     |  |

| 5 de noviembre de 2016, 11:30 | Bolívar                                   | 2:2 (2:2) | Sport Boys                           | Simón Bolívar, La Paz |  |
|                               | Ronaldo Monteiro 10' · Daniel Camacho 24' |           | Leonardo Vaca 12' · Alan Mercado 42' |                       |  |

 Blooming - The Strongest 
| 30 de octubre de 2016, 10:30 | Blooming                                                  | 3:0 (3:0) | The Strongest | Rafael Mendoza, La Paz |  |
|                              | Marcos de Lima 18' · Clovis Roca 40' · Marcos de Lima 45' |           |               |                        |  |

| 6 de noviembre de 2016, 12:00 | The Strongest | 6:0 (3:0) (9 - 10 p.)      | Blooming | Rafael Mendoza, La Paz |  |
|                               | Fabricio Pedrozo 18' · Fabricio Pedrozo 18' · Fabricio Pedrozo 18' · Agustín Jara 18' · en contra 18' · Jhon Otta 18'          |                            | |                        |  |
|                               | | Tiros desde el punto penal | |                        |  |
|                               | Jara · Checa · Fabricio Pedrozo · Coca · Villegas · Jhon Otta · Gil · Ortega · Peñarrieta · Alpire · Jara · Peñarrieta · Checa |                            | Pinedo · Hurtado · De Lima · Álvarez · Arauz · Carrasco · Herrera · Chávez · Justiniano · Montero · Pinedo · Hurtado · De Lima |                        |  |

 Universitario - Oriente Petrolero 
| 30 de octubre de 2016, 15:00 | Universitario                                                                 | 4:0 (2:0) | Oriente Petrolero | Olímpico Patria, Sucre |  |
|                              | Diego Panique 20' · Raúl Medeiros 41' · Sergio Rosado 75' · Sergio Rosado 85' |           |                   |                        |  |

| 6 de noviembre de 2016, 10:00 | Oriente Petrolero | 4:0 (2:0) | Universitario | Ramón Aguilera Costas, Santa Cruz |  |

 Real Potosí - Guabirá 
| 30 de octubre de 2016, 15:00 | Real Potosí                            | 2:1 (0:1) | Guabirá           | Víctor Agustín Ugarte, Potosí |  |
|                              | William Álvarez 58' · Marcio Cazas 89' |           | Jorge Pizarro 40' |                               |  |

| 6 de noviembre de 2016, 15:00 | Guabirá | 0:0 (0:0) | Real Potosí | Gilberto Parada, Montero |  |

#### Semifinales
Los horarios corresponden a la hora de Bolivia (UTC-4).
En caso de empate de puntos se aplica el siguiente criterio de acuerdo al siguiente orden:
- Penales.

 Blooming - Sport Boys 
| 13 de noviembre de 2016, 12:00 | Blooming           | 1:1 (1:0) | Sport Boys            | Complejo de Blooming, Santa Cruz |  |
|                                | Gustavo Pinedo 38' |           | Thiago Dos Santos 55' |                                  |  |

| 20 de noviembre de 2016, 12:00 | Sport Boys       | 1:3 (2:2) | Blooming                                                  | Complejo de Sport Boys, Estadio ACF |  |
|                                | Guery García 19' |           | Gustavo Pinedo 8' · Marcos de Lima 58' · Luis Hurtado 76' |                                     |  |

 Oriente Petrolero - Real Potosí 
| 13 de noviembre de 2016, 12:00 | Oriente Petrolero | 2:0 (2:0) | Real Potosí | Estadio Ramón Tahuichi Aguilera, Santa Cruz |  |
|                                |                   |           |             |                                             |  |

| 20 de noviembre de 2016, 15:00 | Real Potosí            | 1:1 (0:0) | Oriente Petrolero   | Estadio Víctor Agustín Ugarte, Potosí |  |
|                                | Vladimir Castellón 64' |           | Carlos Balcázar 65' |                                       |  |

#### Finales
Los horarios corresponden a la hora de Bolivia (UTC-4).
En caso de empate de puntos se aplica el siguiente criterio de acuerdo al siguiente orden:
- Penales.

 Oriente Petrolero - The Strongest 
|  | Oriente Petrolero | 1:0 (1:0) | The Strongest | Estadio Distrito 6 de la zona Luján, Santa Cruz |  |
|  | Pedro Tomichá 30' |           |               |                                                 |  |

| 6 de agosto de 2017, 17:00 | The Strongest                                                  | 5:0 (0:1) | Oriente Petrolero | Estadio Hernando Siles, La Paz |  |
|                            | Agustín Jara 2' · Pablo Moreira 31' · Dimar Ortega 35' 40' 79' |           |                   |                                |  |

## Torneo Clausura

### Grupo A
| Equipo | Equipo            | Pts | PJ | G | E | P | GF | GC | DIF |
| ------ | ----------------- | --- | -- | - | - | - | -- | -- | --- |
| 1      | Guabirá           | 0   |    |   |   |   |    |    |     |
| 2      | Oriente Petrolero | 1   | 1  | 0 | 1 | 0 | 2  | 2  | 0   |
| 3      | Blooming          | 3   | 1  | 1 | 0 | 0 | 2  | 1  | +1  |
| 4      | Sport Boys        | 0   | 1  | 0 | 0 | 1 | 1  | 2  | -1  |
| 5      | Petrolero         | 1   | 1  | 0 | 1 | 0 | 2  | 2  | 0   |
| 6      | Wilstermann       | 0   |    |   |   |   |    |    |     |

|  |                                  |
|  | Clasificados al octogonal final. |
|  | Eliminados.                      |

Pts=Puntos; PJ=Partidos jugados; G=Partidos ganados; E=Partidos empatados; P=Partidos perdidos; GF=Goles a favor; GC=Goles en contra

#### Resultados
| Petrolero   | 2 - 2      | Oriente Petrolero | Federico Ibarra       | Sin referencia |
| Blooming    | 2 - 1      | Sport Boys        | Ramón Aguilera Costas | Sin referencia |
| Wilstermann | Suspendido | Guabirá           | Félix Capriles        | Sin referencia |

| Oriente Petrolero | 1 - 0 | Wilstermann | Sin referencia | Sin referencia |
| Petrolero         | 0 - 0 | Guabirá     | Sin referencia | Sin referencia |
| Blooming          | 3 - 1 | Sport Boys  | Sin referencia | Sin referencia |

| Guabirá    | 4 - 1 | Wilstermann       | Sin referencia | sin referencia |
| Blooming   | 3 - 3 | Oriente Petrolero | Sin referencia | sin referencia |
| Sport Boys | 3 - 0 | Petrolero         | Sin referencia | sin referencia |

| Wilstermann | 1 - 1 | Sport Boys        | Sin referencia | sin referencia |
| Petrolero   | 1 - 1 | Blooming          | Sin referencia | sin referencia |
| Guabirá     | 1 - 1 | Oriente Petrolero | Sin referencia | sin referencia |

| Blooming   | 7 - 0 | Wilstermann       | Complejo de Blooming | sin refeerncia |
| Sport Boys | 2 - 1 | Guabirá           | Sin referencia       | sin refeerncia |
| Petrolero  | 0 - 1 | Oriente Petrolero | Sin referencia       | sin refeerncia |

| Petrolero         | 1 - 2 | Wilstermann | Sin referencia  | sin referencia |
| Oriente Petrolero | 1 - 1 | Sport Boys  | sin referencia  | sin referencia |
| Guabirá           | 4 - 0 | Blooming    | Gilberto Parada | sin referencia |

| Wilstermann | 1 - 2 | Oriente Petrolero | Sin referencia | sin referencia |
| Guabirá     | 2 - 0 | Petrolero         | sin referencia | sin referencia |
| Sport Boys  | 3 - 3 | Blooming          | sin referencia | sin referencia |

| Wilstermann | 2 - 4 | Real Potosí       | sin referencia | sin referencia |
| Blooming    | 1 - 1 | Oriente Petrolero | sin referencia | sin referencia |
| Petrolero   | 1 - 0 | Sport Boys        | sin referencia | sin referencia |

| Sport Boys        | 4 - 0 | Wilstermann | sin referencia      | sin referencia |
| Blooming          | 3 - 1 | Petrolero   | sin referencia      | sin referencia |
| Oriente Petrolero | 0 - 3 | Guabirá     | Complejo de Oriente | sin referencia |

| Wilstermann       | 2 - 1 | Blooming   | sin referencia | sin referencia |
| Guabirá           | 5 - 1 | Sport Boys | sin referencia | sin referencia |
| Oriente Petrolero | 2 - 0 | Petrolero  | sin referencia | sin referencia |

### Grupo B
| Equipo | Equipo          | Pts | PJ | G | E | P | GF | GC | DIF |
| ------ | --------------- | --- | -- | - | - | - | -- | -- | --- |
| 1      | Bolívar         | 3   | 1  | 1 | 0 | 0 | 4  | 0  | +4  |
| 2      | The Strongest   | 0   | 1  | 0 | 0 | 1 | 0  | 1  | -1  |
| 3      | Universitario   | 1   | 1  | 0 | 1 | 0 | 1  | 1  | 0   |
| 4      | Real Potosí     | 0   | 1  | 0 | 0 | 1 | 0  | 4  | -4  |
| 5      | San José        | 1   | 1  | 0 | 1 | 0 | 1  | 1  | 0   |
| 6      | Nacional Potosí | 3   | 1  | 1 | 0 | 0 | 1  | 0  | +1  |

|  |                                            |
|  | Clasificados a cuartos al octogonal final. |
|  | Eliminados.                                |

Pts=Puntos; PJ=Partidos jugados; G=Partidos ganados; E=Partidos empatados; P=Partidos perdidos; GF=Goles a favor; GC=Goles en contra

#### Resultados
| Bolívar     | 4 - 0 | Real Potosí   | Víctor Agustín Ugarte | Sin referencia |
| Real Potosí | 1 - 1 | San José      | Víctor Agustín Ugarte | Sin referencia |
| Bolívar     | 2 - 2 | The Strongest | Simón Bolívar         | Sin referencia |

| Bolívar       | 4 - 1 | Nacional Potosí | Sin referencia | Sin referencia |
| The Strongest | 1 - 1 | Real Potosí     | Rafael Mendoza | Sin referencia |
| San José      | 2 - 1 | Universitario   | Jesús Bermúdez | Sin referencia |

| Nacional Potosí | 1 - 2 | San José      | Víctor Agustín Ugarte | sin referencia |
| Universitario   | 1 - 3 | The Strongest | Olímpico Patria       | sin referencia |
| Real Potosí     | 1 - 1 | Bolívar       | Víctor Agustín Ugarte | sin referencia |

| Real Potosí   | 3 - 0 | Nacional Potosí | Víctor Agustín Ugarte | sin referencia |
| Bolívar       | 6 - 0 | Universitario   | Simón Bolívar         | sin referencia |
| The Strongest | 4 - 0 | San José        | Rafael Mendoza        | sin referencia |

| Nacional Potosí | 0 - 3 | The Strongest | Víctor Agustín Ugarte | sin refeerncia |
| San José        | 1 - 1 | Bolívar       | Jesús Bermúdez        | sin refeerncia |
| Universitario   | 1 - 1 | Real Potosí   | Olímpico Patria       | sin refeerncia |

| Universitario | 2 - 1 | Nacional Potosí | Olímpico Patria | sin referencia |
| San José      | 0 - 2 | Real Potosí     | Jesús Bermúdez  | sin referencia |
| The Strongest | 1 - 2 | Bolívar         | Hernando Siles  | sin referencia |

| Nacional Potosí | 4 - 4 | Bolívar       | Víctor Agustín Ugarte | sin referencia |
| Real Potosí     | 1 - 4 | The Strongest | Víctor Agustín Ugarte | sin referencia |
| Universitario   | 5 - 1 | San José      | Olímpico Patria       | sin referencia |

| San José      | 1 - 1 | Nacional Potosí | Jesús Bermúdez | sin referencia |
| The Strongest | 3 - 0 | Universitario   | sin referencia | sin referencia |
| Bolívar       | 7 - 1 | Real Potosí     | sin referencia | sin referencia |

| Nacional Potosí | 1 - 1 | Real Potosí   | Víctor Agustín Ugarte | sin referencia |
| Universitario   | 3 - 4 | Bolívar       | Olímpico Patria       | sin referencia |
| San José        | 1 - 1 | The Strongest | Jesús Bermúdez        | sin referencia |

| The Strongest | 4 - 1 | Nacional Potosí | sin referencia | sin referencia |
| Bolívar       | 1 - 0 | San José        | sin referencia | sin referencia |
| Real Potosí   | 1 - 2 | Universitario   | sin referencia | sin referencia |

### Fase Final
|  | Cuartos de final    | Cuartos de final    | Cuartos de final    |       |                 | Semifinales          | Semifinales          | Semifinales          |  |  | Final                | Final                | Final                |
|  | Del 29-oct al 6-nov | Del 29-oct al 6-nov | Del 29-oct al 6-nov |       |                 | Del 11-dic al 14-dic | Del 11-dic al 14-dic | Del 11-dic al 14-dic |  |  | Del 18-dic al 22-dic | Del 18-dic al 22-dic | Del 18-dic al 22-dic |
|  |                     |                     |                     |       |                 |                      |                      |                      |  |  |                      |                      |                      |
|  | Blooming (p)        | 3                   | 0                   |       |                 |                      |                      |                      |  |  |                      |                      |                      |
|  | The Strongest       | 0                   | 6                   |       |                 |                      |                      |                      |  |  |                      |                      |                      |
|  | The Strongest       | 0                   | 6                   |       | Nacional Potosí | 2                    | 1 (3)                |                      |  |  |                      |                      |                      |
|  |                     |                     |                     |       | Nacional Potosí | 2                    | 1 (3)                |                      |  |  |                      |                      |                      |
|  |                     | Oriente Petrolero   | 0                   | 2 (5) |                 |                      |                      |                      |  |  |                      |                      |                      |
|  | Sport Boys          | Oriente Petrolero   | 0                   | 2 (5) | 2               | 2                    |                      |                      |  |  |                      |                      |                      |
|  | Sport Boys          |                     |                     |       | 2               | 2                    |                      |                      |  |  |                      |                      |                      |
|  | Bolívar             | 1                   | 2                   |       |                 |                      |                      |                      |  |  |                      |                      |                      |
|  |                     |                     |                     |       |                 |                      |                      |                      |  |  | Oriente Petrolero    | 1                    | 0 (6)                |
|  |                     |                     | The Strongest       | 0     | 5 (5)           |                      |                      |                      |  |  |                      |                      |                      |
|  | Universitario       | 4                   | 0                   |       |                 |                      |                      |                      |  |  |                      |                      |                      |
|  | Oriente Petrolero   | 0                   | 4                   |       |                 |                      |                      |                      |  |  |                      |                      |                      |
|  | Oriente Petrolero   | 0                   | 4                   |       | The Strongest   | 3                    | 0 (4)                |                      |  |  |                      |                      |                      |
|  |                     |                     |                     |       | The Strongest   | 3                    | 0 (4)                |                      |  |  |                      |                      |                      |
|  |                     | Petrolero           | 0                   | 1 (1) |                 |                      |                      |                      |  |  |                      |                      |                      |
|  | San José            | Petrolero           | 0                   | 1 (1) | 4               | 1                    |                      |                      |  |  |                      |                      |                      |
|  | San José            |                     |                     |       | 4               | 1                    |                      |                      |  |  |                      |                      |                      |
|  | Petrolero           | 1                   | 6                   |       |                 |                      |                      |                      |  |  |                      |                      |                      |

- Nota: En cada llave, el equipo ubicado en la primera línea es el que ejerce la localía en el partido de ida.

#### Cuartos de final
Los horarios corresponden a la hora de Bolivia (UTC-4).
En caso de empate de puntos se aplica el siguiente criterio de acuerdo al siguiente orden:
- Penales.

 Sport Boys - Bolívar 
| 29 de noviembre de 2016, 12:00 | Sport Boys                               | 2:1 (0:0) | Bolívar            | Samuel Vaca, Warnes |  |
|                                | Delfín Manrique 53' · Stalin Taborga 83' |           | Beigmar García 90' |                     |  |

| 5 de noviembre de 2016, 11:30 | Bolívar                                   | 2:2 (2:2) | Sport Boys                           | Simón Bolívar, La Paz |  |
|                               | Ronaldo Monteiro 10' · Daniel Camacho 24' |           | Leonardo Vaca 12' · Alan Mercado 42' |                       |  |

 Blooming - The Strongest 
| 30 de octubre de 2016, 10:30 | Blooming                                                  | 3:0 (3:0) | The Strongest | Rafael Mendoza, La Paz |  |
|                              | Marcos de Lima 18' · Clovis Roca 40' · Marcos de Lima 45' |           |               |                        |  |

| 6 de noviembre de 2016, 12:00 | The Strongest | 6:0 (3:0) (9 - 10 p.)      | Blooming | Rafael Mendoza, La Paz |  |
|                               | Fabricio Pedrozo 18' · Fabricio Pedrozo 18' · Fabricio Pedrozo 18' · Agustín Jara 18' · en contra 18' · Jhon Otta 18'          |                            | |                        |  |
|                               | | Tiros desde el punto penal | |                        |  |
|                               | Jara · Checa · Fabricio Pedrozo · Coca · Villegas · Jhon Otta · Gil · Ortega · Peñarrieta · Alpire · Jara · Peñarrieta · Checa |                            | Pinedo · Hurtado · De Lima · Álvarez · Arauz · Carrasco · Herrera · Chávez · Justiniano · Montero · Pinedo · Hurtado · De Lima |                        |  |

 Universitario - Oriente Petrolero 
| 30 de octubre de 2016, 15:00 | Universitario                                                                 | 4:0 (2:0) | Oriente Petrolero | Olímpico Patria, Sucre |  |
|                              | Diego Panique 20' · Raúl Medeiros 41' · Sergio Rosado 75' · Sergio Rosado 85' |           |                   |                        |  |

| 6 de noviembre de 2016, 10:00 | Oriente Petrolero                                             | 4:0 (2:0) (5 - 3 p.) | Universitario | Estadio Juan Carlos Durán, Santa Cruz |  |
|                               | Alexis Ribera 22' · Denis Bejarano 44' 56' · Erick Iragua 73' |                      |               |                                       |  |

 Real Potosí - Guabirá 
| 30 de octubre de 2016, 15:00 | Real Potosí                            | 2:1 (0:1) | Guabirá           | Víctor Agustín Ugarte, Potosí |  |
|                              | William Álvarez 58' · Marcio Cazas 89' |           | Jorge Pizarro 40' |                               |  |

| 6 de noviembre de 2016, 15:00 | Guabirá | 0:0 (0:0) | Real Potosí | Gilberto Parada, Montero |  |

#### Finales
Los horarios corresponden a la hora de Bolivia (UTC-4).
En caso de empate de puntos se aplica el siguiente criterio de acuerdo al siguiente orden:
- Penales.

 Oriente Petrolero - The Strongest 
|  | Oriente Petrolero | 1:0 (1:0) | The Strongest | Estadio Distrito 6 de la zona Luján, Santa Cruz |  |
|  | Pedro Tomichá 30' |           |               |                                                 |  |

| 6 de agosto de 2017, 17:00 | The Strongest                                                  | 5:0 (0:1) | Oriente Petrolero | Estadio Hernando Siles, La Paz |  |
|                            | Agustín Jara 2' · Pablo Moreira 31' · Dimar Ortega 35' 40' 79' |           |                   |                                |  |